# アンリ3世 (フランス王)
アンリ3世（Henri III, 1551年9月19日 - 1589年8月2日）は、ポーランド最初の選挙王（在位：1573年 - 1575年）、およびヴァロワ朝最後のフランス王（在位：1574年 - 1589年）。アンリ2世の四男、母はカトリーヌ・ド・メディシス。フランソワ2世およびシャルル9世の弟。ポーランドではヘンリク・ヴァレジ（Henryk Walezy）と呼ばれる。

## 生涯

### 幼少期
アンリはフランス王アンリ2世と王妃カトリーヌ・ド・メディシスの三男としてフォンテーヌブロー宮殿で生まれ、アレクサンドル＝エドゥアール (Alexandre-Édouard) の洗礼名を受けた。兄にフランソワとシャルルがいる。彼は1560年にアングレーム公とオルレアン公、1566年にはアンジュー公になっている。
1559年に彼の名はアンリ (Henri) となった。彼は母から最も愛され、彼女は彼を「愛らしい目」(chers yeux) と呼んで溺愛し、これは彼の人生のほとんど終わりまで続くことになる。病弱な次兄シャルルはアンリが成長するにつれ忌み嫌うようになり、彼の健康と活発さに嫉妬した。

### 青少年期

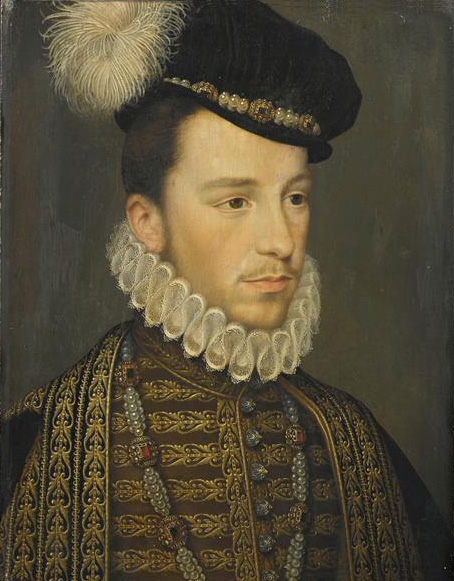
青年期のアンリ3世（1570年）

青少年期にはアンリ2世とカトリーヌ・ド・メディシスとの間の子たちの中で最も出来の良い息子と見られていた。父や兄たちと違い、ヴァロワ家伝統の道楽である狩猟や運動にあまり関心を示さなかった。もっとも、フェンシングは好み、技量も上達している。芸術と読書を楽しむことをより好んだ。これらの嗜好はイタリア人の母の影響によるものである。
少年期の一時期、親に対する反抗としてプロテスタント的傾向を見せるようになった。9歳の時、自分を「小さなユグノー（プロテスタント）」(un petit Huguenot) と呼び、ミサに出ることを拒み、妹のマルグリットに対してプロテスタントの詩篇を詠って信仰を変え時祷書を焼き捨てるよう奨め、さらには聖パウロの聖像に対して鼻をかむことまでしている。母は我が子がこのような振る舞いをすることを非常に心配したが、成長するとこのような行動は二度と見せることがなくなり、その代わりに名ばかりのローマ・カトリック教徒になった。
アンジュー公となった彼はユグノーとの宗教戦争が勃発すると国王軍の司令官になり、ジャルナックの戦い（1569年3月）とモンコントゥールの戦い（1569年6月）で勝利している。数千人のユグノーが殺されたサン・バルテルミの虐殺（1572年）にも関与している（もっとも、直接手は下していない）。

### エリザベス1世との縁談
1570年、アンリからイングランド女王エリザベス1世への求婚の準備が行われた。この時、エリザベスは37歳に近く（アンリは19歳）、王位継承者を生むための夫が必要とされていた。だが、これらの話し合いは実ることはなかった。歴史家たちはこの時のエリザベスはスペインを挑発することが目的であり、結婚を実現することは意図していなかったと見なしている。この結婚は彼らの宗教観の違い（アンリは公式にはカトリックであり、エリザベスはプロテスタントである）とアンリ本人のエリザベスに対する見方により、実現性のあまりないものであった。アンリはエリザベスを「下賤の売春婦」(putain publique) と無愛想に呼び、その歳の差（18歳差）を痛烈に嘯いている。誤聞ではあったが、エリザベスが静脈瘤のために歩行難をきたしているという噂を耳にしたアンリは「脚を痛めた老いぼれ」と呼んでいる。

### ポーランド統治

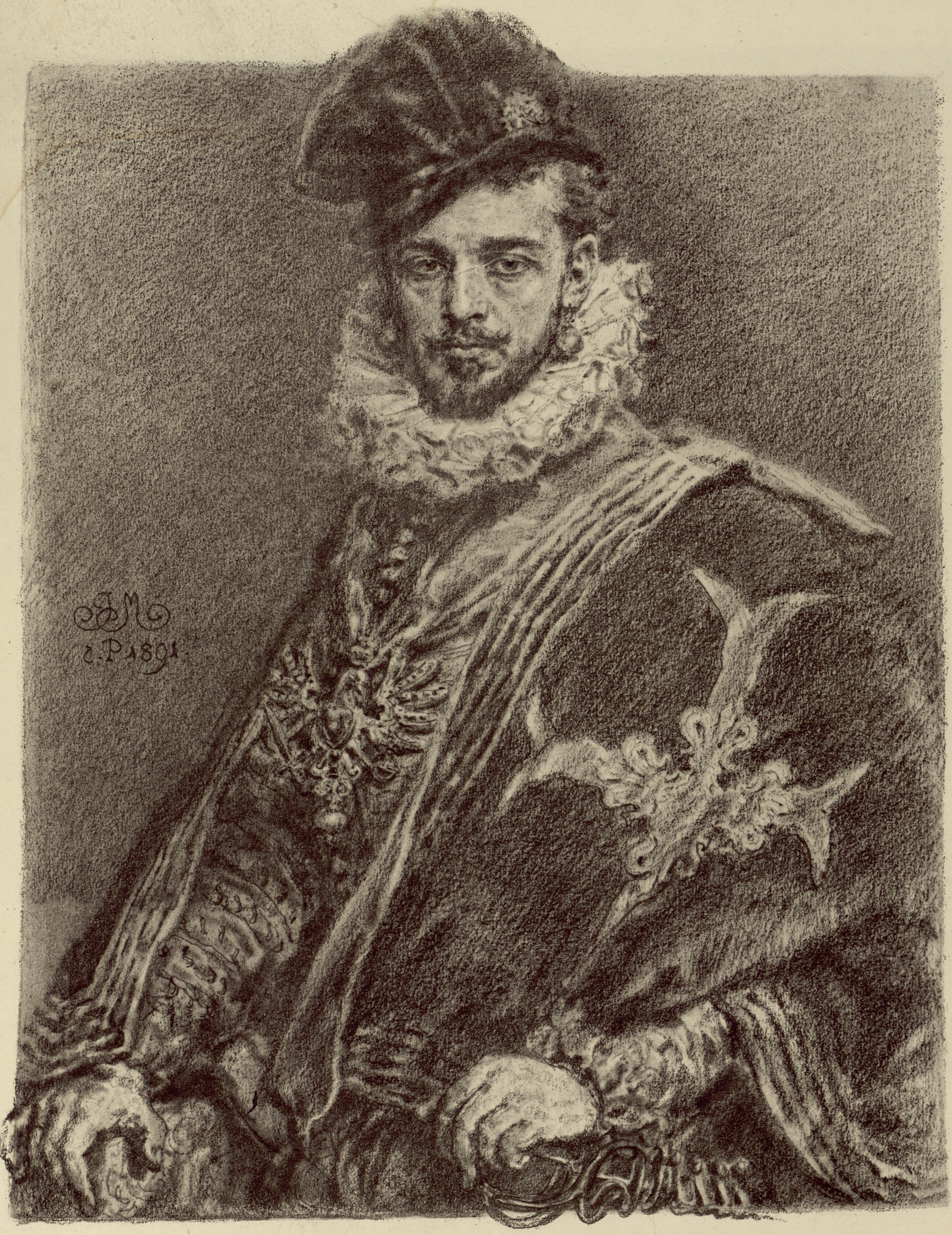
ヤン・マテイコによる、ポーランド王としての肖像画

1572年7月にポーランド・リトアニア共和国の国王ジグムント2世が嗣子なくして没すると、ヤギェウォ朝は断絶した。新国王はセイム（ポーランド議会）による選挙で決まることが宣言されたため、アンリは国王候補の一人となった。皇帝マクシミリアン2世の息子エルンスト大公、スウェーデン王ヨハン3世、ロシアのツァーリ・イヴァン4世らが対立候補となった。1572年8月にサン・バルテルミの虐殺が起きると、寛容な宗派体制をしく構想を実現しようとしていたポーランドのシュラフタ（貴族階級）の中には、フランス人候補に反対する意見も出た。フランス使節ジャン・ド・モンリュクの熱心な働きかけと、ジグムント2世の妹で次期国王の王妃に擬せられていたアンナがアンリを支持したこともあって、1573年5月9日にセイムはアンリをポーランド王に選出した。
セイムはアンリに王権に関する制限事項、およびアンリ個人との統治契約「パクタ・コンヴェンタ」の承認を要求し、アンリはこれらに署名した。アンリに提示された王権制限条項は以後、ポーランド選挙王が即位に際して必ず承認する決まりとなり、最初にこれを認めたアンリの名前にちなんで「ヘンリク条項」と呼ばれるようになった。アンリはポーランド最初の国王自由選挙に勝利したものの、貴族の権力が異常に強く王権の弱いポーランドの政治文化に違和感を抱き始めていた。さらに兄シャルル9世の結核が悪化したため、次期フランス王位継承者のアンリは出国を躊躇したが、ポーランド使節団に促されてフランスを発ち、1574年1月にポーランド入りした。しかし1574年2月に戴冠式にさいして開かれたセイムでは、アンリはカトリック勢力の支持を得て、宗教寛容体制を認める統治契約を無視しようとしたため、反感を買った。またアンリはポーランド貴族内の複雑な派閥関係に通じておらず、貴族たちは新王による官職任命が派閥間の勢力バランスを欠いたものだとして不満を抱いた。またサムエル・ズボロフスキという貴族が王の面前で刃傷沙汰を起こす事件が起きたが、アンリはズボロフスキを死刑にするのを躊躇ったため、優柔不断だと非難された。国際語のラテン語をほとんど話せない国王がポーランド人貴族には近づかず、連れてきたフランス人の側近ばかりと付き合うことも問題視された。アンリは28歳年上のアンナ王女との縁談にも気が乗らなかった。

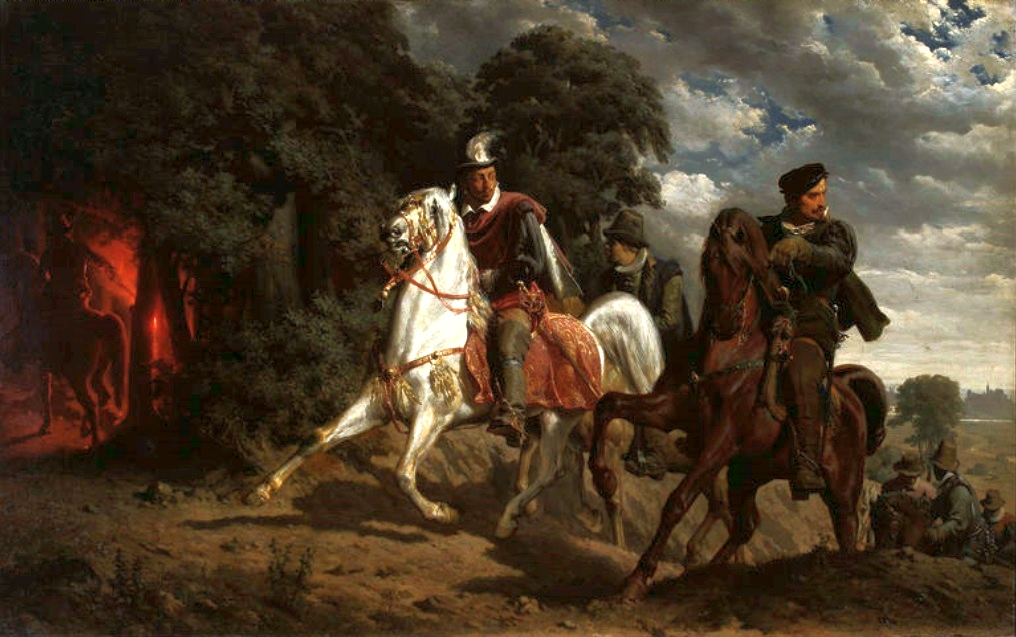
ポーランドからの逃亡

1574年5月30日にフランスでシャルル9世が崩御し、その訃報は6月14日にクラクフへ届いた。既に出国の準備としてフランス人側近の殆どを本国へ帰していたアンリは、6月18日深夜、残った側近数人を伴い王宮を出奔した。国王の逃亡という大事件にポーランド貴族たちは愕然としたが、フランス人の国王によるそれまでの期待外れな振舞いを快く思っておらず今回の逃亡にかえってせいせいしたと思う貴族も少なくなかった。シュラフタは集会を開き、可能性は低いと知りつつアンリにポーランドへの帰国を要求し、1575年5月12日に帰国期限を設定した。そしてアンリが期限内に戻ることはなかったため、王位失効が宣せられたが、アンリは死ぬまでポーランド王の称号を名乗っていた。

### フランス統治
帰国後にフランス王位を継いだアンリは、王母カトリーヌと共に難局にある国政を指導することになった。カトリックとプロテスタントとの激しい対立構図が基調にはあったが、宮廷内の複雑な権力関係が新たな火種を生むようになった。カトリーヌに軽んじられていた王弟アンジュー公エルキュール・フランソワが南方のプロテスタントと組んで一時的に国王に反旗を翻したため、苦境に立ったアンリは1576年、ボーリュー勅令によってパリ城内を除くフランス全土でのプロテスタントの公的礼拝を許すことになった。しかし今度は過激派のカトリック貴族がカトリック同盟を結成してボーリュー勅令を廃止に追い込んだ。これに対してナバラ王アンリを盟主とするプロテスタントが蜂起した（第6次ユグノー戦争）が、カトリック側から味方になる者はおらず、1577年のベルジュラックの和約ではユグノー側への宗教的寛容が大きく制限された。これに不満な一部の急進派プロテスタントはコンデ公アンリを担いで反乱を再発させた（第7次ユグノー戦争）が失敗に終わって、王国内には一時的に平和が訪れた。
1584年、王弟アンジュー公が亡くなると、サリカ法に基づきナバラ王アンリが筆頭王位継承者となった。このことは反プロテスタント感情を再び高め、パリ市民の強い支持を得たギーズ公アンリ率いるカトリック同盟が1585年3月に北フランスの主要都市を占拠する軍事行動に出た（第8次ユグノー戦争 / 三アンリの戦い）。アンリ3世は面目を守るためにカトリック同盟の盟主となり、彼らの意に従ってナバラ王のフランス王位継承資格を奪い、プロテスタントに改宗を強制する七月勅令を発した。これに対してプロテスタント側はナバラ王を指導者として戦うことを決め、イングランド、デンマークなどのプロテスタント諸国の支援を取り付けた。また穏健なカトリック教徒たちも、ガリカニスムの伝統を無視するカトリック同盟のローマ教皇との結び付きを危険視し始めた。

### 暗殺

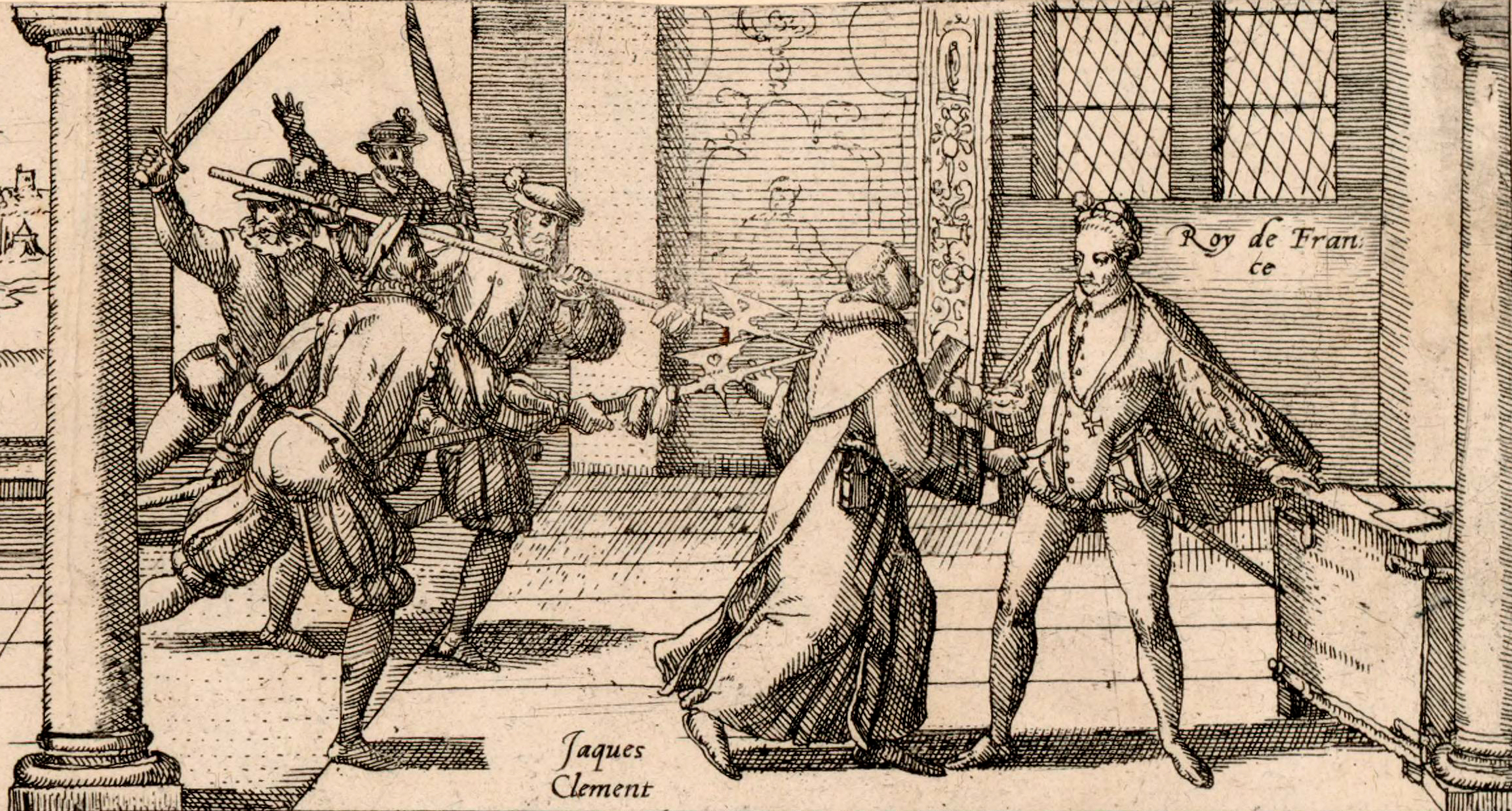
ジャック・クレマンに暗殺されるアンリ3世

宗教内戦の平和的解決を願う国王は、英雄視されるギーズ公と違いカトリック同盟内では評判が悪かった。1588年5月、国王はギーズ公の野心を察知してパリ入城を禁じたが、逆にパリ市民は国王に対して蜂起し、アンリ3世は身の危険にさらされてシャルトルに逃亡した。カトリック同盟はギーズ公の主導のもと、ブロワで三部会を招集し、王権の制限を議論し始めた。これに対する報復として、アンリ3世は和解すると偽ってギーズ公と弟のギーズ枢機卿を暗殺させると、今度はナバラ王のいるプロテスタント陣営と協力関係に入った。パリ市民とカトリック同盟は憤激し、アンリ3世をもはや国王と認めないと宣言して、ギーズ公の弟マイエンヌ公を新指導者に推戴するに至ったため、王国は完全に二つに割れた。1589年8月1日朝、アンリ3世はカトリック同盟に属するドミニコ会修道士ジャック・クレマンの謁見に応じたが、この暗殺者に短剣で襲われて重傷を負った。国王は翌日の深夜2時に死去し、ナバラ王がアンリ4世として分裂した王国の収拾に乗り出すことになった。

## 同性愛

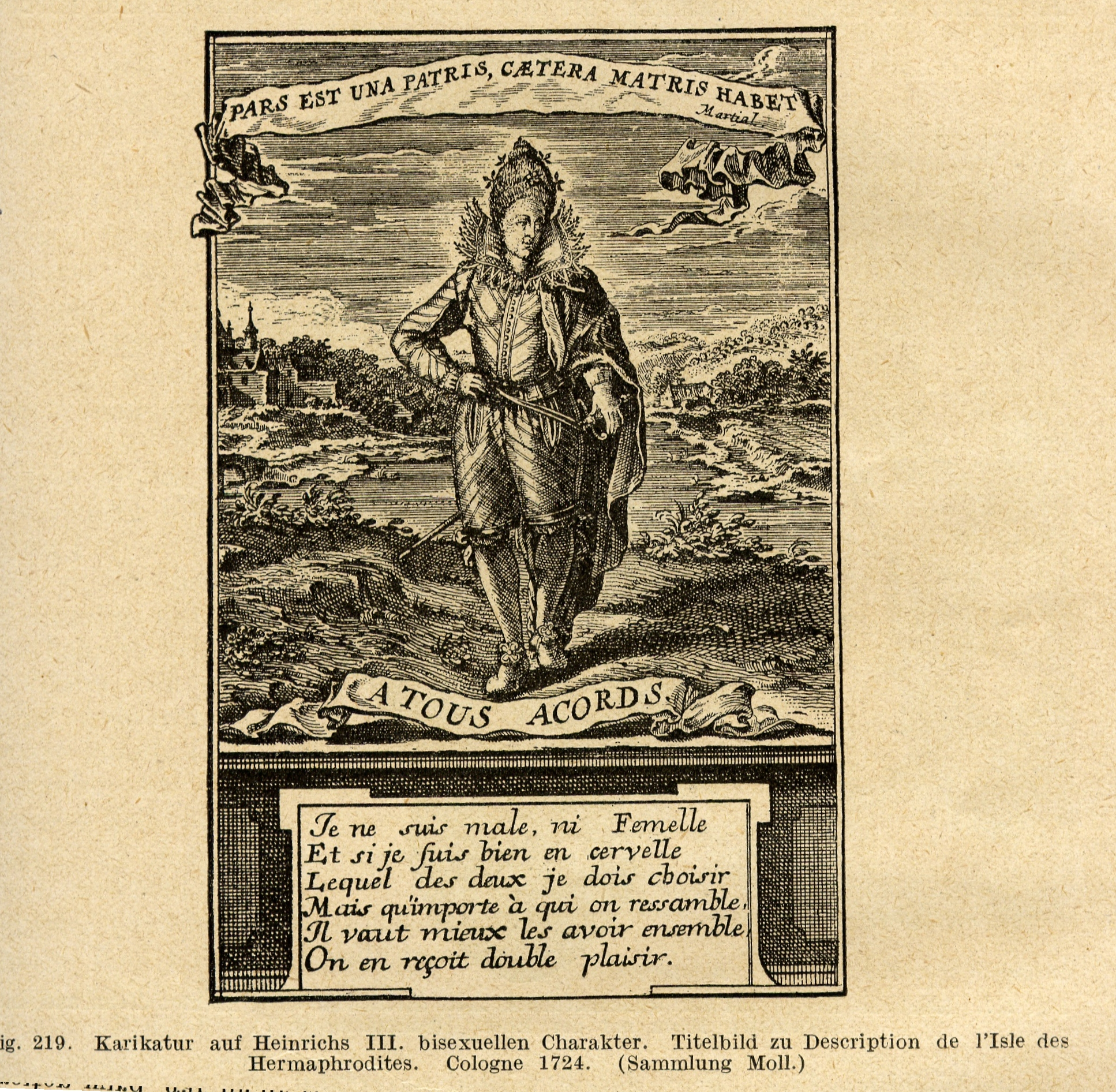
「ヘルマフロディトス」アンリ3世を女々しいと中傷する風刺画

アンリ3世の死後長い間、彼はホモセクシャルか、少なくともバイセクシャルであると考えられていた。アンリ3世がホモセクシャルであることを示す良質な史料は多くあるものの、この件については依然として議論がある。J.F. SolnonとJ. Boucherはアンリ3世が多くの愛人を抱えており、ホモセクシャルではないという証拠を発見した。そこには男性の名前はなく、当時の彼は美しい女性を好むことで有名だった。アンリ3世がホモセクシャルであると考えられたのは、彼が戦争や狩猟を嫌ったことが女々しく、「同性愛者的」であると受け取られ、この事からユグノーと過激派カトリックといった敵対勢力がフランスの人々を彼に敵対させるよう仕向けるために作った話であると結論付けている。